# Dendritcell

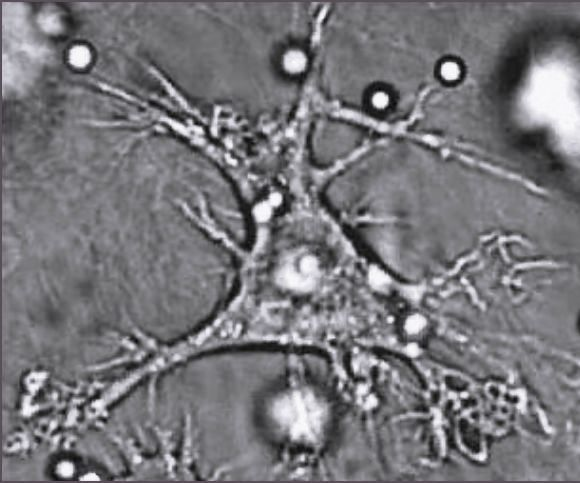
Dendritisk cell

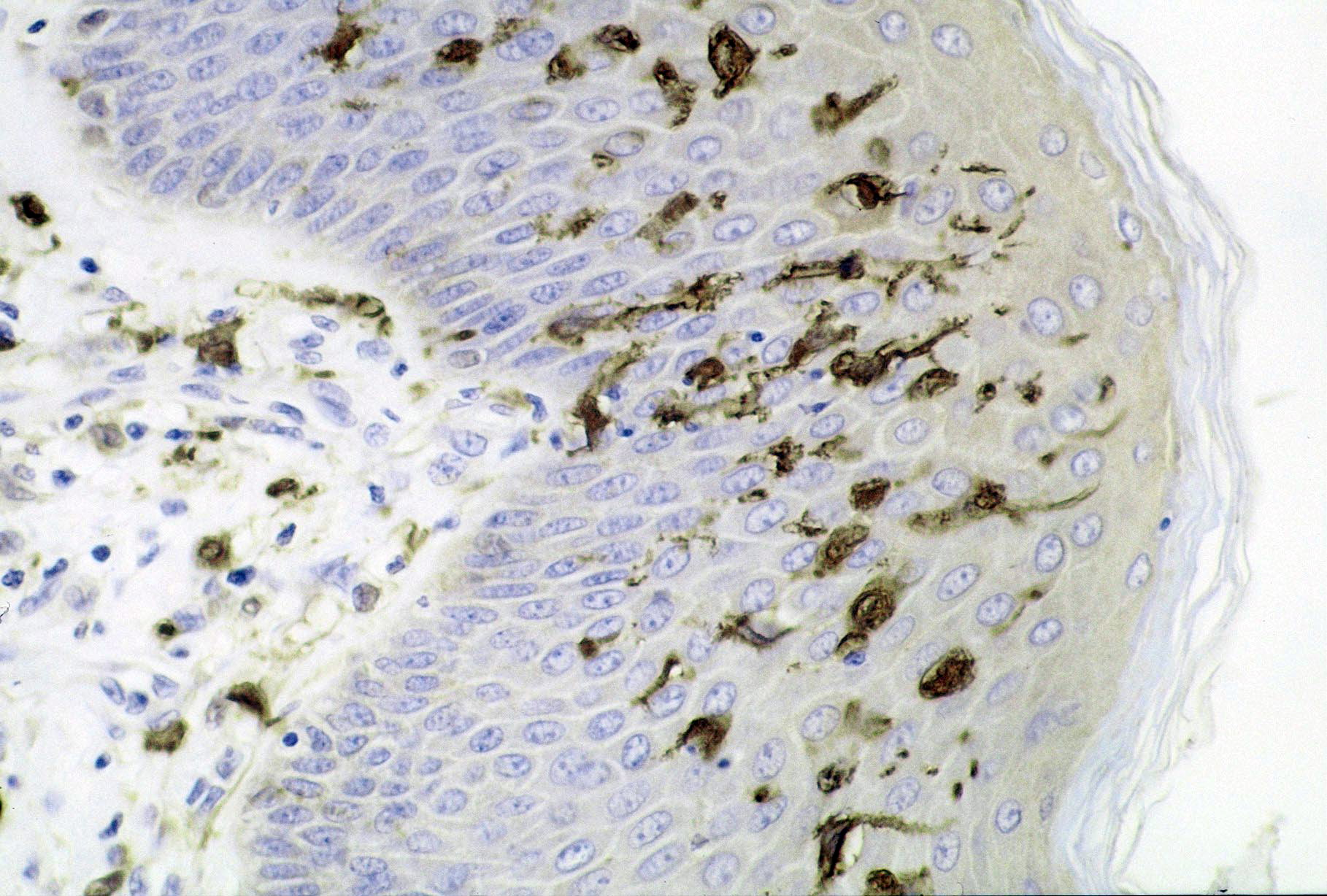
Langerhans-cell i huden

Dendritceller (eller dendritiska celler) är ett slags antigenpresenterande celler. Den är en medlare mellan det ospecifika och det adaptiva immunförsvaret. Den tar upp främmande antigen genom pinocytos och presenterar sedan detta för B-lymfocyter och T-lymfocyter i en lymfknuta. Namnet syftar på cellernas trädlika utskott (dendron (gr.) = träd).
Celltypen upptäcktes i huden 1886 av Paul Langerhans. 2011 års nobelpris i fysiologi eller medicin tilldelades Ralph Steinman för studier av dendritcellen och dess roll i immunförsvaret.